# CHGO-FM
CHGO-FM, aussi connue sous le nom O Abitibi, est une station de radio québécoise située à Val-d'Or, Québec diffusant un contenu classique rock sur la fréquence 104,3 MHz sur la bande FM avec une puissance de 100 000 watts et appartenant à Arsenal Media.

## Histoire

### CKVD
CKVD a été lancé en 1939 à la fréquence 1 200 kHz avec une puissance de 100 watts. VD signifie Val-d'Or. La fréquence a changé pour 1 230 kHz en 1941 et la puissance à 250 watts en 1943. CKVD appartenait à Radio Rouyn Abitibi Ltd. qui opère aussi CHAD Amos et CKRN à Rouyn-Noranda. Les stations appartenaient à Radio Nord Inc. en 1957. En 1966, CKVD était à la fréquence 900 kHz et diffusait à 10 kW le jour et 2,5 kW la nuit et était affiliée au réseau Radio-Canada. En 1979, CKVD était affilié au réseau Télémédia. Jusqu'au lancement de la station CJMV-FM 102,7 le 17 juin 1988, CKVD était la seule station de radio locale originaire de Val-d'Or.

### CHGO-FM

Ancien logo de Go Radio X (2009-2011)

Le 7 avril 1998, Radio Nord obtient la permission du CRTC pour convertir ses stations sur la bande FM. L'année suivante, l'antenne de Val-d'Or (CHGO-FM) diffuse à la fréquence 104,3 MHz avec une puissance de 100 kW (éliminant la station CHAD Amos) alors que son antenne de Rouyn-Noranda (CHGO-FM-1) diffuse à la fréquence 98,3 MHz avec une puissance de 862 watts (qui fut changé pour 95,7 MHz avec une puissance de 26,1 kW en août 1999). La station CKLS-FM de La Sarre avait déjà été convertie sur la bande FM en 1997, achetée par Radio Nord en 1998 et est devenue CHGO-FM-2, puis CJGO-FM plus tard. Les trois stations diffusaient alors sous le nom de GO-FM sous un format rock classique.
Le 23 février 2009, RNC Media crée le Groupe Radio X avec comme station chef CHOI-FM 98,1 FM de la ville de Québec, et CHGO-FM devient Go Radio X en diffusant de la musique rock alternative.
Le 6 août 2010, le CRTC approuve la demande de RNC Media de modifier l'antenne de Rouyn-Noranda pour l'associer à CJGO-FM de La Sarre au lieu de CHGO-FM de Val-d'Or dans le but de cibler le marché publicitaire de l'Abitibi Ouest, différent du marché de l'Abitibi-Est.
Le 9 janvier 2012, les trois stations de Go Radio X sont devenues Capitale Rock, un concept ayant pris naissance en juillet 2010 à Gatineau par la station CFTX-FM. Cette station de Gatineau devient Pop en septembre 2016, laissant seules les stations de l'Abitibi continuer sous Capitale Rock.
Le 24 avril 2018, Cogeco Média fait l'acquisition de dix stations radio appartenant à RNC Média dont CJGO-FM.
Le 6 mai 2021, Arsenal Média annonce avoir conclu une entente avec Cogeco Média. Cette entente fait que Cogeco deviendrait propriétaire de la station CILM-FM située au Saguenay-Lac-Saint-Jean et Arsenal Média deviendrait propriétaire des stations Capitale Rock (CHGO-FM et CJGO-FM-1) et WOW (CHOA-FM) en Abitibi-Témiscamingue. Conditionnelle à l'approbation du CRTC, elle est approuvée le 24 mars 2022. Le 25 avril 2022, l'entreprise devient officiellement propriétaire des stations CHGO-FM, CJGO-FM et CHOA-FM et cède la station CILM-FM à Cogeco Média.
Capitale Rock est devenu O Abitibi le 24 mai 2022, rejoignant un réseau d'Arsenal Media.
Programmation en direct de l’Abitibi:
Les 100,000 matins de 6h00 à 9h00 avec Jonathan Gagnon.
Dans le trafic de 16h00 à 18h00 avec Pascale Langlois.

## Animateurs actuels
- Jonathan Gagnon
- Pascale Langlois